# Виа Карпатия
«Виа Карпатия» (англ. Via Carpathia или Via Carpatia) — строится автомагистраль в Центральной и Южной Европе от Клайпеды до Салоник, которая пройдёт по территории семи государств. Строительство дороги, начатое по «Инициативе трёх морей», планируется завершить к концу 2025 года.
Польский участок автодороги в 2021 году было принято назвать в честь бывшего президента страны Леха Качиньского.

## История
Сооружение автомагистрали первоначально было согласовано в 2006 году между Литвой, Польшей, Словакией и Венгрией. В 2010 году к этой группе присоединились Румыния, Болгария и Греция, которые подписали так называемую «Ланьцутскую декларацию».
22 июня 2017 года Польша и Украина подписали соглашение о сотрудничестве в строительстве дороги. Стороны отметили, что она может стать частью Трансъевропейской транспортной сети (TEN-T).

## Маршрут
Дорога пройдёт преимущественно в направлении «север—юг» от Балтийского до Эгейского моря. Его северная конечная точка — литовский портовый город Клайпеда. Оттуда дорога пересечёт страну с запада на восток, пройдёт через восточные Польшу, Словакию и Венгрию. Магистраль продолжится вдоль западных границ Румынии и Болгарии, после чего закончится в Греции. Южная конечная точка маршрута — греческий портовый город Салоники. Также на территории Румынии и Болгарии предполагаются два ответвления от основной магистрали к восточным границам этих стран — к городам Констанца и Свиленград соответственно.